# Liste des sites Natura 2000 des Alpes-Maritimes
Cet article recense les sites Natura 2000 des Alpes-Maritimes, en France.

## Statistiques
Les Alpes-Maritimes compte 26 sites classés Natura 2000. 23 bénéficient d'un classement comme site d'importance communautaire (SIC), 3 comme zones de protection spéciale (ZPS).

## Liste
| Site                                                                               | Type | Superficie (ha) | Fiche     | Coordonnées                      | Photo |
| ---------------------------------------------------------------------------------- | ---- | --------------- | --------- | -------------------------------- | ----- |
| Adret de Pra Gaze                                                                  | ZSC  | +00099,82       | FR9301552 | 44° 16′ 49″ nord, 6° 51′ 03″ est |       |
| Baie et cap d'Antibes - Îles de Lérins                                             | ZSC  | +13 627,        | FR9301573 | 43° 34′ 08″ nord, 7° 05′ 58″ est |       |
| La Bendola                                                                         | ZSC  | +01 058,        | FR9302005 | 43° 58′ 14″ nord, 7° 34′ 57″ est |       |
| Brec d'Utelle                                                                      | ZSC  | +03 950,        | FR9301563 | 43° 54′ 32″ nord, 7° 12′ 48″ est |       |
| Cap Ferrat                                                                         | ZSC  | +08 978,        | FR9301996 | 43° 39′ 39″ nord, 7° 21′ 14″ est |       |
| Cap Martin                                                                         | ZSC  | +02 090,        | FR9301995 | 43° 45′ 47″ nord, 7° 30′ 33″ est |       |
| Corniches de la Riviera                                                            | ZSC  | +01 614,        | FR9301568 | 43° 43′ 39″ nord, 7° 19′ 42″ est |       |
| Dôme de Biot                                                                       | ZSC  | +00170,         | FR9301572 | 43° 38′ 30″ nord, 7° 05′ 52″ est |       |
| Entraunes                                                                          | ZSC  | +19 796,        | FR9301549 | 44° 08′ 38″ nord, 6° 47′ 57″ est |       |
| Gorges de la Siagne                                                                | ZSC  | +04 936,        | FR9301574 | 43° 38′ 46″ nord, 6° 47′ 25″ est |       |
| Gorges de la Vésubie et du Var - Mont Vial - Mont Férion                           | ZSC  | +02 093,        | FR9301564 | 43° 54′ 11″ nord, 7° 08′ 33″ est |       |
| Marguareïs - Ubac de Tende à Saorge                                                | ZSC  | +06 314,        | FR9301561 | 44° 04′ 51″ nord, 7° 41′ 39″ est |       |
| Massif du Lauvet d'Ilonse et des Quatre Cantons - Dôme de Barrot - Gorges du Cians | ZSC  | +14 839,        | FR9301556 | 44° 03′ 12″ nord, 7° 03′ 08″ est |       |
| Mercantour                                                                         | ZSC  | +68 073,        | FR9301559 | 44° 08′ 47″ nord, 7° 10′ 51″ est |       |
| Mont Chajol                                                                        | ZSC  | +01 426,        | FR9301560 | 44° 07′ 08″ nord, 7° 32′ 02″ est |       |
| Préalpes de Grasse                                                                 | ZSC  | +18 232,        | FR9301570 | 43° 44′ 07″ nord, 6° 55′ 32″ est |       |
| Rivière et gorges du Loup                                                          | ZSC  | +03 485,        | FR9301571 | 43° 45′ 11″ nord, 6° 59′ 47″ est |       |
| Sites à chauves-souris : Castellet-lès-Sausses et gorges de Daluis                 | ZSC  | +03 428,        | FR9301554 | 44° 01′ 04″ nord, 6° 48′ 08″ est |       |
| Sites à chauves-souris de Breil-sur-Roya                                           | ZSC  | +02 475,        | FR9301566 | 43° 55′ 43″ nord, 7° 31′ 47″ est |       |
| Sites à chauves-souris de la Haute Tinée                                           | ZSC  | +01 738,        | FR9301550 | 44° 15′ 23″ nord, 6° 55′ 31″ est |       |
| Sites à Speleomantes de Roquebillière                                              | ZSC  | +00415,         | FR9301562 | 44° 01′ 33″ nord, 7° 18′ 01″ est |       |
| Vallée du Careï - Collines de Castillon                                            | ZSC  | +04 795,        | FR9301567 | 43° 49′ 53″ nord, 7° 28′ 06″ est |       |
| Vallons obscurs de Nice et de Saint-Blaise                                         | ZSC  | +00453,         | FR9301569 | 43° 49′ 09″ nord, 7° 13′ 09″ est |       |
| Basse vallée du Var                                                                | ZPS  | +00642,         | FR9312025 | 43° 40′ 37″ nord, 7° 11′ 37″ est |       |
| Mercantour                                                                         | ZPS  | +68 073,        | FR9310035 | 44° 08′ 47″ nord, 7° 10′ 51″ est |       |
| Préalpes de Grasse                                                                 | ZPS  | +23 163,        | FR9312002 | 43° 45′ 35″ nord, 6° 59′ 28″ est |       |